# Летифова, Кадрие
Кадрие Латифова (также в некоторых источниках как Летифова или Лятифова) — известная болгарская певица турецкого происхождения.

## Биография
Кадрие Латифова родилась 30 мая 1928 года в селе Бей Кой (переименованном в Големанци в 1934 году), Третьего Болгарского Царства, район Хасково, подрайон Хасково, муниципалитет Конуш.
С 1953 года работала в Турецком театре в Хасково, затем в театрах Момчилграда и Кырджали, а также на радио. Замужем, имела двоих сыновей, младший из которых скульптор и политик Вежди Рашидов.
Погибла в 1962 году в селе Звездел в автокатастрофе.

## Дискография
- Bayram Geldi Neyime
- Ocak Başında Kaldım, Halimem
- Rodop Dağları Engindir
- Telegrafın tellerine kuslar mı konar
- Gönül Vermiş
- Alişimin Kaşları Kare
- Esmer Bugün Ağlamış
- Yüce Dağ Başında Yatmış Uyumuş
- Evlerim onu handır, aman
- Ben bir ordek olsaydım
- Elindeki
- Evlerinin Önü Handır
- Kasların Ne Karaymıs
- Limon Ektim Düze

## Память
Именем Кадрии Латифовой носят:
- Государственный музыкально-драматический театр «Кадрие Лятифова» в Кырджали в период 2003-2011 годов. Театр был создан Постановлением Совета Министров № 124 от 6 июня 2003 года с целью: создания и представления публике музыкальных, танцевальных и театральных постановок; сохранения элементов турецких языка, традиций и культурного наследия; толерантности и диалога между различными культурами. Совет Министров Постановлением № 152 от 28 июля 2010 года преобразовал Государственный музыкально-драматический театр «Кадрие Лятифова» путем присоединения его к Театру драмы и кукол «Иван Димов»[3].
- Общественный центр "Кадрие Лятифова - 2000" в городе Хасково, созданный в 2000 году[4][5].

В 2008 году в Кырджали установлен памятник Кадрии Латифовой (Летифовой).